# Стибера
Стибера или Стимбара (на македонска литературна норма: Стибера, на старогръцки: Στύμβαρα, Стимбара, Στύβερρα, Стюбера) е археологически обект, античен град край прилепското село Чепигово, Северна Македония.

## Местоположение
Археологическият обект на град Стибера се намира в северната част на Пелагония, на рида Бедем, южно от село Чепигово, на 16 km западно от Прилеп. Обектът се намира над вливането на река Блато в Черна, в античността Еригон.

## История
Градът е споменат от Страбон като Στύμβαρα. Според някои принадлежи към Девриоп, според някои към Пелагония. В кампанията от 200 г. пр.н.е. тук е третият лагер на консула Сулпиций по време на Първата македонска война.
Стибера съществува от III век пр.н.е. до III век от н.е. Предполага се, че по време на най-големия разцвет града са живели над 20 000 жители.
Формирането на града започва през Елинистическия период IV – III век пр.н.е. Град Стибера има своя разцвет през II век сл. н.е., когато е извършена най-голямата реконструкция на сградите на града и когато са създадени най-много мраморни скулптури и епиграфски паметници. Откриването през 2009 година на останки от архитектурна и портретна мраморна пластика и фрагменти от мраморни плочи с надписи потвърждава важната роля на Стибера и нейните граждани сред свободните градове на римските провинции. Градският живот в града замира през втората половина на III в. сл.н.е.
На 28 април 1989 година Стибера е обявена за паметник на културата.

## Описание
В Стибера са открити множество скулптури, които са били поставени в храм, посветен на богинята на съдбата Тюхе. Част от откритите статуи са в Прилепския музей, в музеите в Скопие, а една част е изложена пред сградата на северномакедонското правителство. Предполага се, че с досегашните разкопки са разкрити едва 1 – 2% от археологическото богатство на града. В 2006 година в Стибера е открита голяма скулптура в реален размер, на която обаче скоро е открадната главата. В града е открит гимназиум.